# Фаца-Мотрулуй
Фаца-Мотрулуй (рум. Fața Motrului) — село у повіті Мехедінць в Румунії. Входить до складу комуни Стингечауа.
Село розташоване на відстані 222 км на захід від Бухареста, 50 км на схід від Дробета-Турну-Северина, 50 км на північний захід від Крайови.

## Населення
За даними перепису населення 2002 року у селі проживали 207 осіб, усі — румуни. Усі жителі села рідною мовою назвали румунську.